# Base Est
La base Est è una base di ricerca abbandonata situata sull'isola Stonington, nella Terra di Graham, ed è la più antica stazione di ricerca antartica statunitense, essendo stata commissionata da Franklin D. Roosevelt nel 1939. La costruzione della base è avvenuta come parte del programma di due spedizioni invernali statunitensi: la Spedizione del Programma Antartico degli Stati Uniti d'America (conosciuta anche come "Terza spedizione antartica di Byrd") (1939-1941) e la Spedizione antartica di ricerca Ronne (1947-1948).
Praticamente abbandonata sin dalla fine della seconda spedizione, nel 1948, la base Est, che si estende per 1000 m in direzione nord-sud e per 500 m in direzione est-ovest, è stata inserita nella lista dei siti storici e monumenti antartici da parte del Segretariato del Trattato Antartico il 7 maggio 2004 e oggi è meta solamente di turisti che visitano il continente antartico.

## Prima Spedizione
La spedizione del Programma Antartico degli Stati Uniti d'America svoltasi tra il 1939 e il 1941 fu la prima spedizione finanziata dal governo effettuata dall'ammiraglio Richard E. Byrd (le sue due precedenti spedizioni antartiche del 1928-1930 e del 1933-1935 erano state infatti finanziate privatamente). Il primo nucleo della base Est fu edificato durante questa spedizione utilizzando edifici prefabbricati dell'esercito eretti da una squadra di 23 persone che, dal marzo 1940, dopo il rientro a Washington dell'ammiraglio Byrd, richiamato in patria a causa dello scoppio della seconda guerra mondiale, fu comandata da Richard Black. Proprio a causa delle crescenti pressioni dovute alla guerra, nel 1941 fu deciso di abbandonare la base e, a causa del ghiaccio della banchisa che impediva i movimenti della nave nella Baia Margherita, l'evacuazione avvenne per via aerea.

## Seconda spedizione e declino
Una nuova spedizione privatamente finanziata e comandata da Finn Rønne (che era stato secondo in comando nella spedizione del 1941) fu effettuata nel 1947 e terminò con l'evacuazione di tutti i partecipanti, tra cui figuravano anche Jackie Ronne e Jennie Darlington, le prime donne a trascorrere un inverno in Antartide, nel 1948. Da allora la base e tutte le sue attrezzature non sono più state utilizzate a parte tre brevi periodi nel 1961, nel 1965 e nel 1972 quando il British Antarctic Survey effettuò opere di ampliamento della base E, una stazione di ricerca britannica situata a meno di 250 m dalla base Est, utilizzando alcuni locali di quest'ultima come magazzini e officine.